# Pausz Amawasja
Pausz Amawasja – hinduistyczne święto poświęcone przodkom.